# Arduino Sacco
Arduino Sacco (* 6. Mai 1950 in Ancona) ist ein italienischer Pornofilmregisseur, Drehbuchautor und Verleger.

## Leben
Sacco begann seine berufliche Karriere als Schriftsteller und Theaterregisseur sowie gelegentlicher Schauspieler. In dieser Funktion war er 1968 in seiner einzigen Filmrolle zu sehen, als er in Oscar Brazzis Diario segreto di una minorenne mitwirkte. Zehn Jahre später legte er sein Regiedebüt vor, das als „konfus und prätentiös“ bezeichnete Drama Rand Rover, und ließ 1979 den nach seinem Roman Sensi inquieti selbst geschriebenen, fotografierten, geschnittenen und inszenierten Sensi caldi folgen. Diese Geschichte einer durch eine willfährige Freundin ausgelösten Ehekrise war mit Rita Silva in der weiblichen Hauptrolle besetzt.
Mit Beginn des Jahres 1982 ließ Sacco künstlerische Absichten hintanstehen und widmete sich dem Pornogeschäft, für das er in den nächsten zehn Jahren zahlreiche Werke, meist unter den Pseudonymen Hard Sacc und Dudy Steel, fertigte. Dabei drehte er mit zahlreichen weiblichen Stars seines Heimatlandes wie Paola Senatore, Moana Pozzi, Marina Hedman, Ajita Wilson und Ilona Staller. Nach vier Jahren Pause drehte er 1996 und 1997 unter anderen Alias-Namen drei Dramen und Komödien, bevor er dem Filmgeschäft den Rücken zuwandte.
Seither kümmert sich Sacco um seinen Verlag, Arduino Sacco Editore.

## Filmografie (Auswahl)
- 1978: Rand Rover
- 1980: Sensi caldi
- 1982: Mi fai morire
- 1984: Il capriccio di Paola
- 1986: Marina perversa
- 1988: La perdizione di Ajita
- 1990: Affamata
- 1996: Fotografando lei
- 1997: Cartavetrata